# Корпус-Крісті
Ко́рпус-Крі́сті (англ. Corpus Christi від лат. corpus Christi — «тіло Христа») — місто (англ. city) в США, в округах Нюесес, Клеберг і Сан-Патрисіо на півдні штату Техас, розташоване на узбережжі Мексиканської затоки. Населення — 305 215 осіб (2010; 8-е у Техасі); агломерація Корпусу-Крісті — 416 095 осіб (2009 рік); конурбація Корпус-Крісті-Кинґсвилл — 447 111 осіб (2009 рік). Місто є 8-м за чисельністю населення у Техасі.
Прізвиськом міста є «Яскраве місто понад морем».
Місто засноване 1839 року. 1926 року відкрито морський порт. 1941 року відкрито військово-морську базу флоту США. У місті розташована авіаційна база ВМС США.
Місто розташоване у вологому субтропічному кліматі. Середньодобова температура липня +29 °C; січня — +13 °C. Опадів 819 мм, що переважно випадають у травні-червні й серпні-жовтні.
Місто є великим туристичним центром й морським курортом. Тут є акваріум, декілька музеїв, музей-авіаносець часів Другої світової війни, театр, ботанічний сад. На схід від міста розташовані острови Падре й Мустанг, де є численні парки. Недалеко від міста також Кинг-Ранч — одне з найвеличніших ранчо у світі.
Населення працює у сфері обслуговування, туризму, обслуговування військових баз, урядових інституціях, у найглибшому порті Техасу, через який вивозять нафту та сільськогосподарську продукцію. У місті був центр мережі ресторанів Whataburger що недавно перебрався у Сан-Антоніо.
У місті є міжнародний аеропорт, проте відсутній пасажирський порт.
У місті розташовані Техаський Ей-енд-еМ університет — Корпус-Крісті та приватний римо-католицький університет.
У 2020 році стався вибух на нафтосховищі  Magellan Midstream Partners, в результаті якого постраждали як мінімум сім осіб.

## Географія
Корпус-Крісті розташоване за координатами 27°45′15″ пн. ш. 97°10′24″ зх. д. / 27.75417° пн. ш. 97.17333° зх. д. (27.754252, -97.173385).  За даними Бюро перепису населення США в 2010 році місто мало площу 1268,04 км², з яких 415,98 км² — суходіл та 852,06 км² — водойми.

### Клімат
| Клімат : Корпус-Крісті                                                     | Клімат : Корпус-Крісті | Клімат : Корпус-Крісті | Клімат : Корпус-Крісті | Клімат : Корпус-Крісті | Клімат : Корпус-Крісті | Клімат : Корпус-Крісті | Клімат : Корпус-Крісті | Клімат : Корпус-Крісті | Клімат : Корпус-Крісті | Клімат : Корпус-Крісті | Клімат : Корпус-Крісті | Клімат : Корпус-Крісті | Клімат : Корпус-Крісті |
| Показник                                                                   | Січ.                   | Лют.                   | Бер.                   | Квіт.                  | Трав.                  | Черв.                  | Лип.                   | Серп.                  | Вер.                   | Жовт.                  | Лист.                  | Груд.                  | Рік                    |
| Абсолютний максимум, °C                                                    | 32,8                   | 36,1                   | 38,9                   | 38,9                   | 39,4                   | 41,7                   | 40,6                   | 41,7                   | 42,8                   | 38,3                   | 36,7                   | 32,8                   | 42,8                   |
| Середній максимум, °C                                                      | 19,4                   | 21,3                   | 24,4                   | 27,6                   | 30,3                   | 32,7                   | 33,9                   | 34,7                   | 32,3                   | 29,1                   | 24,4                   | 20,2                   | 27,6                   |
| Середня температура, °C                                                    | 13,9                   | 15,8                   | 18,9                   | 22,4                   | 25,7                   | 28,0                   | 28,8                   | 29,3                   | 27,3                   | 23,6                   | 18,9                   | 14,7                   | 22,3                   |
| Середній мінімум, °C                                                       | 8,4                    | 10,3                   | 13,5                   | 17,2                   | 21,1                   | 23,3                   | 23,8                   | 23,9                   | 22,2                   | 18,2                   | 13,4                   | 9,2                    | 17,1                   |
| Абсолютний мінімум, °C                                                     | −10                    | −11,7                  | −4,4                   | 0,6                    | 7,2                    | 13,3                   | 17,8                   | 17,8                   | 11,1                   | −2,2                   | −2,8                   | −10,6                  | −11,7                  |
| Середня кількість сонячних годин на місяць                                 | 140,2                  | 155,7                  | 198,1                  | 208,4                  | 234,1                  | 290,4                  | 328,1                  | 299,7                  | 244,2                  | 231,9                  | 170,4                  | 135,1                  | 2636,3                 |
| Днів з дощем                                                               | 7,1                    | 6,5                    | 5,3                    | 5,3                    | 6,0                    | 6,8                    | 5,7                    | 6,5                    | 8,8                    | 6,3                    | 6,0                    | 6,4                    | 76,7                   |
| Вологість повітря, %                                                       | 77.4                   | 76.2                   | 74.2                   | 76.5                   | 78.9                   | 77.5                   | 74.5                   | 74.5                   | 76.2                   | 74.9                   | 75.9                   | 76.0                   | 76.1                   |
| -------------------------------------------------------------------------- | ---------------------- | ---------------------- | ---------------------- | ---------------------- | ---------------------- | ---------------------- | ---------------------- | ---------------------- | ---------------------- | ---------------------- | ---------------------- | ---------------------- | ---------------------- |
| Джерело: NOAA (extremes 1887–present, relative humidity and sun 1961–1990) |                        |                        |                        |                        |                        |                        |                        |                        |                        |                        |                        |                        |                        |

## Демографія

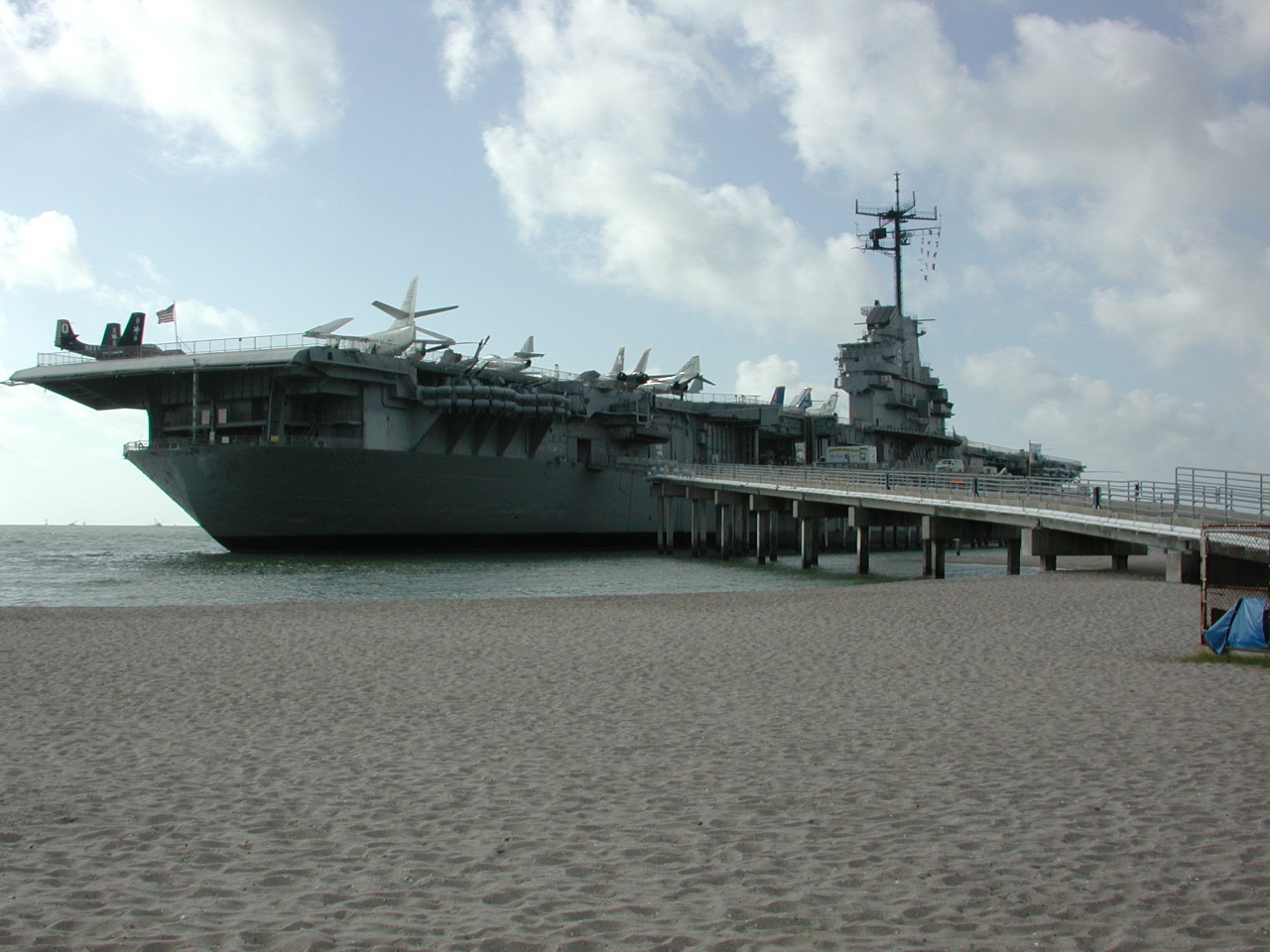
Військовий музей — авіаносець «Лексингтон» на пляжі Корпусу-Крісті.

Згідно з переписом 2010 року, у місті мешкало 305 215 осіб у 112 795 домогосподарствах у складі 76 267 родин. Густота населення становила 241 особа/км².  Було 125469 помешкань (99/км²).
Расовий склад населення:
| - 80,9 % — білих - 4,3 % — чорних або афроамериканців - 1,8 % — азіатів - 0,6 % — корінних американців - 0,1 % — вихідців з тихоокеанських островів - 9,7 % — осіб інших рас |

До двох чи більше рас належало 2,5 %. Частка іспаномовних становила 59,7 % від усіх жителів.
За віковим діапазоном населення розподілялося таким чином: 25,8 % — особи молодші 18 років, 62,3 % — особи у віці 18—64 років, 11,9 % — особи у віці 65 років та старші. Медіана віку мешканця становила 34,8 року. На 100 осіб жіночої статі у місті припадало 96,2 чоловіків;  на 100 жінок у віці від 18 років та старших — 93,5 чоловіків також старших 18 років.
Середній дохід на одне домашнє господарство  становив 67 777 доларів США (медіана — 50 658), а середній дохід на одну сім'ю — 76 422 долари (медіана — 59 043). Медіана доходів становила 46 071 долар для чоловіків та 31 490 доларів для жінок. За межею бідності перебувало 17,5 % осіб, у тому числі 25,4 % дітей у віці до 18 років та 12,8 % осіб у віці 65 років та старших.
Цивільне працевлаштоване населення становило 147 892 особи. Основні галузі зайнятості: освіта, охорона здоров'я та соціальна допомога — 23,5 %, роздрібна торгівля — 12,1 %, мистецтво, розваги та відпочинок — 11,9 %.